# روجيليو كاستانيدا جونيور
روجيليو كاستانيدا جونيور (بالإسبانية: Rogelio Castañeda, Jr.)‏ مواليد 8 سبتمبر 1976 في تيخوانا، هو ملاكم محترف مكسيكي يصنف ضمن فئة وزن الوسط.

## إحصائيات
خاض خلال مسيرته 52 نزالا، فاز في 26 وتعادل في 3 وخسر في 22. فاز بالضربة القاضية في 8 نزالات.

## روابط خارجية
- روجيليو كاستانيدا جونيور على موقع بوكس ريك (الإنجليزية) (registration required)